# Steve Forbes
Pour les autres membres de la famille, voir Famille Forbes (éditeur).
Pour les articles homonymes, voir Forbes (homonymie).
Malcolm Stevenson « Steve » Forbes Jr (né le 18 juillet 1947) est un éditeur de presse américain.

## Biographie
Il est le fils de Malcolm Forbes et le rédacteur en chef du magazine économique Forbes, ainsi que le PDG de la maison d'édition Forbes Inc.
Il fut candidat à l'investiture républicaine aux élections présidentielles américaines de 1996 et de 2000.
Alors qu'il avait 16 ans, la mort de son oncle Bruce Forbes laissa son père seul aux commandes de l'entreprise familiale. Steve y passa alors la quasi-totalité de sa carrière et en devint président en 1980, succédant à son père au poste de rédacteur en chef à la mort de ce dernier. 
Ses frères Christopher (en) (vice-président) et Timothy (en) travaillent également pour le magazine ou, à tout le moins, pour l'entreprise mère. Malcolm Forbes laissa de façon anticipée 51 % des droits de vote de Forbes Inc. à Steve, mais une minorité des actions ne donnant pas droit au vote. 
Forbes participa aux primaires du parti républicain aux élections présidentielles de 1996 et 2000 avec comme argument principal de campagne la mise en place d'un taux fixe d'impôt sur les revenus. Des commentateurs remarquèrent que lui-même bénéficierait d'importantes économies d'impôts si cette proposition venait à être adoptée, sa fortune se situant aux alentours de 435 millions de dollars. Pour faire face à cette critique, Forbes promit lors de la campagne de 2000 qu'il s'exempterait lui-même des économies qu'il réaliserait avec un tel taux fixe. 
Pour financer ses deux campagnes, Forbes vendit certaines de ses parts dans Forbes Inc. à d'autres membres de sa famille, mais il n'apparut pourtant pas comme un candidat sérieux au cours des primaires. Depuis, il continue de gérer son magazine et son entreprise.
Forbes apparaît comme très conservateur, privilégiant une économie favorable à l'offre ; il est fermement opposé à l'avortement et est favorable à la prière à l'école dans les écoles publiques.
Forbes est l'un des signataires du Manifeste des principes du Project for the New American Century (PNAC), datant du 3 juin 1997. Il est aussi président d'honneur de la Fondation nationale cubano-américaine (FNCA), une organisation animée par des exilés cubains anti-castristes.
C'est également un commentateur régulier de l'émission télévisée Forbes on Fox (où apparaissent également d'autres journalistes du magazine Forbes) diffusée le samedi matin sur Fox News Channel.
À partir de 2016, il est l'un des conseillers économiques de Donald Trump.